# Édouard Fontenilliat
Pour les autres membres de la famille, voir Famille Fontenilliat.
Édouard Fontenilliat, né le 10 septembre 1792 à Rouen, mort au château du Vast le 17 mai 1869, était un industriel français.

## Biographie
Edme Édouard Fontenilliat est le fils de Philippe Fontenilliat et de Rose Manoury. Il se marie en 1815 à Françoise-Félicité Rangeard de La Germonière, sœur de Louis-Hippolyte Rangeard de La Germonière et petite-fille d'Étienne Benoist de La Grandière. Ensemble, ils ont trois filles : Félicité-Madeleine, qui épouse son oncle Louis-Hippolyte Rangeard de La Germonière en 1834 ; Marie-Anne-Louise, marié au baron Jacques Le Vavasseur, conseiller général de la Seine-Inférieure (une de leurs filles épousera le duc Adrien Duchesne de Gillevoisin de Conegliano et l'autre le fils du comte François-Marie Taillepied de Bondy ; frère de Charles Levavasseur) ; et Hélène, mariée au fils de Henry Barbet.
En 1825, il succède, avec son frère Henri, à son père dans la direction de la filature du Vast. À la suite du départ de son frère en 1831, il s'associe avec son beau-frère Louis-Hippolyte Rangeard de La Germonière.
En 1836, il devient le premier président de la Chambre de commerce de Cherbourg, mandat qu'il conserve onze ans, jusqu’en 1847. Il est aussi juge au tribunal de commerce.

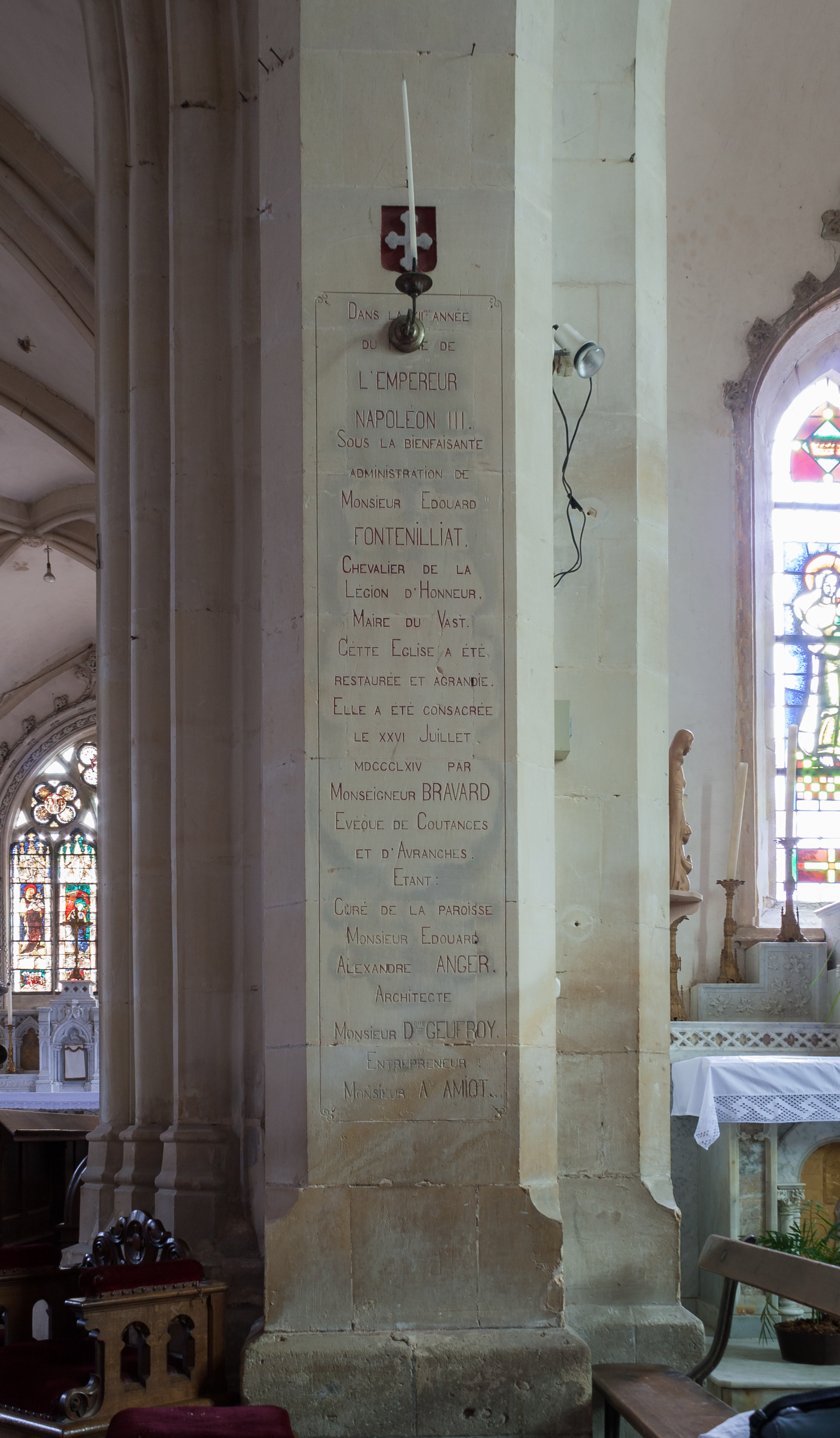

Membre de la Société d'agriculture de l'arrondissement de Cherbourg, il crée la ferme-modèle de Bel-Air au Vast.
Il sera maire du Vast de 1848 à 1870 et conseiller d'arrondissement de Cherbourg.
Il est décoré de la Légion d'honneur.